# Ioannis Athinaiou
Ioannis „Giannis“ Athinaiou (griechisch Ιωάννης «Γιάννης» Αθηναίου; * 27. Mai 1988 in Cholargos) ist ein griechischer Basketballspieler, der bei einer Körpergröße von 1,94 m auf den Positionen des Point Guards bzw. des Shooting Guards eingesetzt werden kann.

## Karriere

### Auf Vereinsebene
Mit der Nachwuchsmannschaft des Ilisiakos gewann Ioannis Athinaiou zur Saison 2006/07 die griechische Juniorenmeisterschaft. In diesem Wettbewerb wurde Athinaiou in die Auswahl der besten fünf  gewählt und folgend zum wertvollsten Spieler der Saison ernannt. Die Auswahl der Best Five komplettierten die Spieler Nikos Theodorakos (Larisa), Giorgios Bogris (Ilisiakos), Zisis Sarikopoulos (Olympiakos) und Kostas Sloukas (Mantoulides). Zur selben Saison hatte Athinaiou ebenfalls bereits für die Herrenmannschaft des Ilisiakos, die damals in der zweiten griechischen Liga spielte, debütiert. Ab der Saison 2007/08 gehörte er dann zur festen Rotation des Kaders und kam in der Saison 2008/09 in allen 30 möglichen Spielen zum Einsatz. Zu jener Saison, beendete der Ilisiakos die zweite Liga auf dem zweiten Rang, welcher zum Aufstieg in die erste Liga berechtigte. Athinaiou wechselte zum Ligakonkurrenten und Spitzenklub Panionios. Dort unterschrieb der damals 21-Jährige für die folgenden vier Spielzeiten. In den ersten beiden Jahren erwies sich Athinaiou als verlässlicher Backup. Zur Saison 2011/12 wurde er an den Erstligaaufsteiger KAOD verliehen. Nach seiner Rückkehr spielte Athinaiou, durch die Teilnahme des Panionios am Eurocup, auch auf internationalem Parkett.
Mit Vollendung seines Vertrages wechselte der Guard zur Saison 2013/14 zu Aris Saloniki. Dort spielte Athinaiou seine vorläufig beste Saison. Mit durchschnittlich 13,61 Punkte pro Spiel erregte der Guard auch das Interesse ausländischer Klubs. Zwar äußerte Athinaiou seine Absicht, zunächst die Saison beim Aris beenden zu wollen und erst im Sommer eingehende Angebote zu prüfen, jedoch wechselte er Ende März 2014 nach 22 Spielen für Aris in die Endphase der italienischen Meisterschaft. Lediglich vier Ligaspiele absolvierte Athinaiou für Armani Mailand, zumal er in der EuroLeague aufgrund seines späten Wechsels nicht spielberechtigt war, danach ließ er aufgrund zu geringer Einsatzzeiten seinen Vertrag Mitte Mai wieder auflösen. Für die Saison 2014/15 wechselte er in die türkische Liga und sollte bei Eskişehir Basket den abgewanderten Christos Tapoutos ersetzten. Am 2. Dezember 2014 vermeldete der Verein die Vertragsauflösung mit Athinaiou, der noch am selben Abend als Neuzugang des AEK Athen vorgestellt wurde.
Zu Beginn der Saison 2015/16 unterschrieb er einen Dreijahreskontrakt bei Olympiakos Piräus, die ihrerseits, mit Dimitris Katsivelis, einen Spieler an den AEK verloren hatten.  Mit Olympiakos spielte er durch die Teilnahme an der Euroleague auch wieder international und zelebrierte zum Ende der Saison seinen ersten nationalen Meistertitel.  In der Saison 2017/18 lief er für Aris Saloniki auf und wechselte im Sommer 2018 zum Stadtrivalen PAOK Saloniki. Diesen hatte er zugunsten der französischen Mannschaft von Fos Provence Basket Mitte Januar 2019 verlassen.

### Nationalmannschaft
Athinaiou spielte für die griechische U-20 Auswahl. Für die erste Mannschaft bestritt der Guard im Vorfeld der Basketball-Weltmeisterschaft 2014 einige Spiele für Griechenland. Für das eigentliche Turnier wurde er jedoch von Trainer Fotis Katsikaris nicht nominiert.

## Erfolge
- Griechischer Meister: 2016, 2020